# ناظم الغبرا
ناظم شفيق عطا الله الغبرا (1923 - 23 أكتوبر 2009)، طبيب قلب كويتي من أصل فلسطيني. ولد في حيفا بفلسطين، وتوفي في الكويت.

## بداياته
كان من سكان مدينة حيفا في فلسطين ، وقد خيٌره والده بين أن يعطيه المبلغ الذي رصده له لإكمال دراسته الجامعية أو أن يفتح له متجراً ويعمل معه في التجارة، ولكنه رفض وقرر دراسة الطب. ورحل من فلسطين بعد الاحتلال الإسرائيلي قاصداً لبنان، ودرس في الجامعة الأمريكية في بيروت، وكان من أصغر الأطباء الذين تخرجوا منها وتخصص في القلب، وفي آخر الخمسينات حصل على الزمالة الطبية الملكية البريطانية.
وبعد تخرجه في عام 1946 عاد إلى حيفا، وبدأ بمساعدة الجرحى في حرب 1948، ولكن بعد الحرب وجد نفسه مع الآلاف قد هُجِّروا من فلسطين، وانتقل إلى لبنان وأصبح المعيل الرئيسي لعائلته المكونة من أمه وأخواته الأربع وأبيه الذي فقد تجارته كاملة، وبعدها استقر في القاهرة.

## ذهابه للكويت
غادر إلى العراق ليعمل طبيباً في شركة نفط العراق  ثم ذهب بعد النكبة إلى المملكة العربية السعودية، وبعدها في 1952 إلى الكويت التي عاش فيها حياته كلها. وغادر في بعثة طبية كويتية إلى بريطانيا مكونة من سبعة أطباء  حيث كان الطبيب المرافق للشيخ صباح السالم الصباح منذ الخمسينات وكان يرتبط بعلاقة قوية مع الشيخ سعد العبد الله الصباح، وقد كان من العناصر الطبية المشاركة في علاج الشيخ عبد الله السالم الصباح في 1965.
وقد اشتهرت عيادته الطبية في فترة السبعينات والثمانينات في القرن العشرين في الكويت، وبعد تحرير الكويت من الغزو العراقي، افتتح عيادته الطبية في ثاني يوم لاستقبال المرضى في ضاحية عبد الله السالم.
عمل في مستشفى هادي حتى بلغ التاسعة والسبعون ثم تقاعد.

## أبناؤه
- شفيق الغبرا (دكتور في العلوم السياسية).
- يوسف الغبرا.
- سحر الغبرا.
- لبنى الغبرا.